# Mikhail Kolganov
Mihail Kolganov (né le 9 mai 1980) est un athlète kazakh spécialiste du 800 mètres. 

## Biographie

### Palmarès
| Date | Compétition                  | Lieu    | Résultat | Épreuve | Performance   |
| ---- | ---------------------------- | ------- | -------- | ------- | ------------- |
| 2001 | Jeux de l'Asie de l'Est      | Osaka   | 1er      | 800 m   | 1 min 49 s 00 |
| 2001 | Jeux de l'Asie de l'Est      | Osaka   | 1er      | 1 500 m | 3 min 46 s 43 |
| 2002 | Championnats d'Asie          | Colombo | 1er      | 800 m   | 1 min 48 s 91 |
| 2002 | Coupe du monde des nations   | Madrid  | 7e       | 800 m   | 1 min 47 s 45 |
| 2002 | Jeux asiatiques              | Busan   | 4e       | 800 m   | 1 min 47 s 89 |
| 2002 | Jeux asiatiques              | Busan   | 9e       | 1 500 m | 3 min 49 s 64 |
| 2004 | Championnats d'Asie en salle | Téhéran | 4e       | 800 m   | 1 min 48 s 97 |
| 2004 | Championnats d'Asie en salle | Téhéran | 4e       | 1 500 m | 3 min 58 s 40 |
| 2005 | Championnats d'Asie          | Incheon | 5e       | 1 500 m | 3 min 47 s 45 |

### Records
| Épreuve      | Épreuve      | Performance        | Lieu   | Date            |
| ------------ | ------------ | ------------------ | ------ | --------------- |
| 800 mètres   | En plein air | 1 min 46 s 99 (RN) | Almaty | 10 juin 2004    |
| 800 mètres   | En salle     | 1 min 48 s 89      | Moscou | 17 février 2004 |
| 1 500 mètres | En plein air | 3 min 45 s 65      | Toula  | 15 juin 2006    |
| 1 500 mètres | En salle     | 3 min 49 s 15      | Moscou | 19 février 2004 |